# Pentace perakensis
Pentace perakensis är en malvaväxtart som beskrevs av George King. Pentace perakensis ingår i släktet Pentace och familjen malvaväxter. Inga underarter finns listade i Catalogue of Life.